# Guettarda comata
Guettarda comata är en måreväxtart som beskrevs av Paul Carpenter Standley. Guettarda comata ingår i släktet Guettarda och familjen måreväxter. IUCN kategoriserar arten globalt som sårbar. Inga underarter finns listade i Catalogue of Life.